# Cyphomyia simplex
Cyphomyia simplex är en tvåvingeart som beskrevs av Walker 1860. Cyphomyia simplex ingår i släktet Cyphomyia och familjen vapenflugor. Inga underarter finns listade i Catalogue of Life.